# Beniamino Quintieri
Beniamino Quintieri (Cosenza, 24 agosto 1952) è un economista e manager italiano, dal 2023 Presidente dell’Istituto per il Credito Sportivo e Culturale (ICSC S.p.A).

## Biografia

### Formazione e carriera accademica
Si laurea alla Facoltà di Scienze Politiche dell'Università La Sapienza di Roma. Successivamente, inizia la carriera accademica collaborando con l'Istituto di Economia della Facoltà di Giurisprudenza della Sapienza, concentrandosi su tematiche di Finanza Pubblica e Mercato del Lavoro.
Nel 1979 si trasferisce a Londra dove studia alla London School of Economics e all'University College, approfondendo le tematiche relative all'Economia internazionale. 
Tornato in Italia, tiene corsi di Micro Economia e Macro Economia presso l’università LUISS Guido Carli di Roma e presso la Facoltà di Economia dell’Università Gabriele d'Annunzio di Pescara.
Nel 1995 diventa Professore Ordinario e insegnerà all'Università del Molise fino al 1996.
Successivamente, dirige il CEIS (Centre for Economics and International Studies) dell'Università degli Studi Roma Tor Vergata fino al 2001.
Dal 2005 presiede la Fondazione Manlio Masi, Osservatorio Nazionale per l’Internazionalizzazione e gli scambi per poi essere nominato, nel 2011, Preside della Facoltà di Economia dell’Università di Roma Tor Vergata.  
Dal 2022 ricopre la carica di Presidente della Fondazione Tor Vergata, ente strumentale dell'Università degli Studi di Roma Tor Vergata.

### Carriera istituzionale
Appena conclusa l'esperienza al CEIS diviene Presidente dell'Istituto Italiano per il Commercio con l'Estero (ICE). Durante il mandato, organizza missioni economiche nei principali Paesi emergenti, tra cui Cina, India, Brasile e Sudafrica, anche a supporto dell'allora Presidente della Repubblica Carlo Azeglio Ciampi, il quale gli conferisce nel 2005, a fine mandato, l'onorificenza di Cavaliere di Gran Croce. 
Nel 2008 viene nominato dal Governo, Commissario Generale per l'EXPO di Shanghai 2010, coordinando la realizzazione del Padiglione Italia che ha totalizzato oltre 7 milioni di visitatori, con una media di 35mila presenze quotidiane. L'evento ha rappresentato un'importante vetrina per il sistema produttivo italiano, mettendo in risalto la qualità del Made in Italy e favorendo le relazioni commerciali internazionali. Il Padiglione Italia, il più visitato dopo quello della Cina, è stato selezionato dalle autorità cinesi per rimanere come esposizione permanente.
VIene successivamente nominato coordinatore del progetto “Exhibitaly. Eccellenze Italiane d’Oggi” a Mosca, promosso dalla Presidenza del Consiglio dei ministri. 
Dal 2016 al 2019 viene nominato dall'Assemblea degli azionisti nuovo Presidente di SACE S.p.A.. 
Nel triennio successivo è Presidente di Quinta Capital SGR S.p.A., società di gestione del risparmio attiva nella creazione e gestione di fondi di investimento.
Nel 2023 viene nominato dal Ministro per lo Sport e i Giovani, Andrea Abodi, di concerto con il Ministro dell’Economia e delle Finanze e acquisita l’intesa del Ministero della Cultura, Presidente dell’Istituto per il Credito Sportivo e Culturale, la banca pubblica italiana con gestione autonoma, dove supervisiona la trasformazione in S.p.A. e il rafforzamento delle attività legate al sostegno dello sport e della cultura sul territorio italiano.

## Riconoscimenti
Cavaliere di Gran Croce della Repubblica Italiana (2005)

## Opere
- Beniamino Quintieri, Eppur si muove: come cambia l'export italiano, Rubbettino editore edizione, 2007, ISBN 8849818246.
- Beniamino Quintieri, Patterns of Trade, Competition and Trade Policies, Avebury edizione, 1995, ISBN 1859720668.
- Beniamino Quintieri, L’Internazionalizzazione dell’Economia Italiana: nuove prospettive, nuove politiche?, Rubbettino editore edizione, 2016, ISBN 9788849847086.
- Giorgio Gomel, Daniela Marconi, Ignazio Musu, Beniamino Quintieri, The Chinese Economy - Recent Trends and Policy Issues, Springer editore edizione, 2012, ISBN 978-3-642-28637-7.
- Beniamino Quintieri, Michelangelo Vasta, L'industria italiana nel contesto internazionale: 150 anni di storia, Rubbettino editore edizione, 2012, ISBN 9788849832341.
- Beniamino Quintieri, L’integrazione dell’economia indiana nel commercio internazionale, Rubbettino Editore, 2021, ISBN 9788849867664.
- Giorgia Giovannetti, Paolo Guerrieri, Beniamino Quintieri, Business services: the new frontier of competitiveness, Rubbettino Editore, 2010, ISBN 8849827547.
- Stefano Manzocchi e Beniamino Quintieri, Il mondo è cambiato, Rubbetino Editore, 2010, ISBN 9788849825541.